# 淀藩

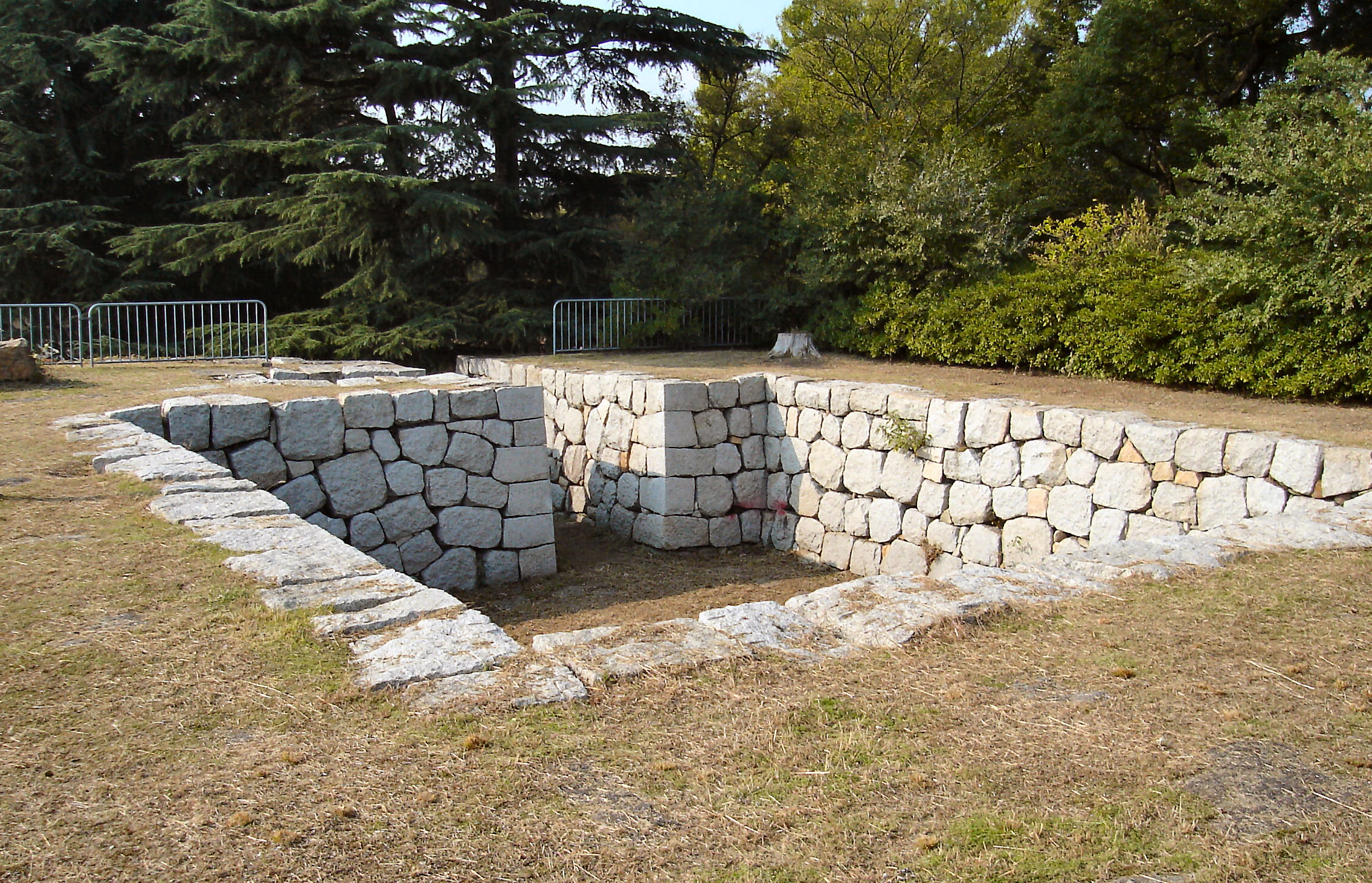
淀藩藩廳所在地淀城的天守閣遺址

淀藩（日语：／ Yodohan）是一個位於日本山城國淀（現京都府京都市伏見區淀本町）的藩，藩廳是淀城。

## 歷史
元和9年（1623年），隨著伏見城廢城後，遠江掛川藩主松平定綱以3.5萬石入主淀，建立了淀藩，負責保護京都。淀藩並未有沿用原本淀殿的淀古城，而是在宇治川和木津川交匯處川中島新建了淀城，寬永2年（1625年）落成。寬永10年（1633年），定綱轉封至美濃大垣藩後，淀藩主雖常有更迭，但是都由譜代大名擔任藩主，與江戶幕府維持了緊密的聯繫。其後，下總古河藩主永井尚政以10萬石入主淀藩，在寬永14年（1637年）將從南至北流向淀城的木津川改道為流向西面，避免了洪水的發生，並且擴建了城下町。萬治元年（1658年），尚政將家督讓給永井尚征，並且分知永井尚庸2萬石，永井直右7,000石和永井尚春3,280石。寬文9年（1669年），尚征轉封至丹後宮津藩，取而代之的是以6萬石入主的伊勢龜山藩主石川憲之。寶永3年（1706年），憲之將家督之位讓給石川義孝，義孝在寶永7年（1710年）死去後由石川總慶繼任。正德元年（1711年），總慶轉封至備中松山藩，取而代之的是以6萬石入主的美濃加納藩主松平光熙，當時淀藩的領地遍佈四國十一郡，分別是山城國久世郡、綴喜郡、紀伊郡、相樂郡、河內國石川郡、高安郡、古市郡、攝津國島下郡、近江國野洲郡、栗太郡和甲賀郡。享保2年（1717年），光熙死去後由松平光慈繼位的同時轉封至志摩鳥羽藩，淀藩由伊勢龜山藩主松平乘邑以6萬石入主。乘邑受惠於享保改革，於享保7年（1722年）獲任命為大坂城代代理，翌年更晉升為老中，並且轉封至下總佐倉藩，而佐倉藩主稻葉正知則以10.2萬石入主淀藩，直至廢藩置縣為止淀藩主均由稻葉氏擔任。其中，稻葉正親和稻葉正諶兼任大坂城代，稻葉正益、稻葉正諶和稻葉正守兼任寺社奉行，稻葉正諶和稻葉正邦兼任京都所司代。萬延元年（1860年），正邦設置了藩校明親館，又曾經在幕末時期擔任老中。鳥羽伏見之戰時，從京都撤退的幕府軍原本希望以淀城作為據點，但是淀藩緊閉城門，未有讓幕府軍進城。1869年，版籍奉還實施後，正邦就任為淀藩知事，兩年後廢藩置縣，淀藩改組為淀縣，在同年11月併入至京都府。

## 歷任藩主
| 出自         | 家格          | 藩主名稱 | 石高            | 首任藩主前職 | 末代藩主去向           |
| ------------ | ------------- | --- | --------------- | ------------ | ---------------------- |
| 久松松平家   | 親藩 城主大名 | 1.松平定綱 | 3.5萬石         | 遠江掛川藩主 | 美濃大垣藩主           |
| 永井家       | 譜代 城主大名 | 1.永井尚政 2.永井尚征 | 10萬石→73,600石 | 下總古河藩主 | 丹後宮津藩主           |
| 石川日向守家 | 譜代 城主大名 | 1.石川憲之 2.石川義孝 3.石川總慶 | 6萬石           | 伊勢龜山藩主 | 備中松山藩主           |
| 戶田松平家   | 譜代 城主大名 | 1.松平光熙 2.松平光慈 | 6萬石           | 美濃加納藩   | 志摩鳥羽藩主           |
| 大給松平家   | 譜代 城主大名 | 1.松平乘邑 | 6萬石           | 伊勢龜山藩主 | 下總佐倉藩主           |
| 稻葉佐渡守家 | 譜代 城主大名 | 1.稻葉正知 2.稻葉正任 3.稻葉正恒 4.稻葉正親 5.稻葉正益 6.稻葉正弘 7.稻葉正諶 8.稻葉正備 9.稻葉正發 10.稻葉正守 11.稻葉正誼 12.稻葉正邦 | 10.2萬石        | 下總佐倉藩主 | 廢藩置縣經華族令授子爵 |

## 領地
淀藩雖以淀城為藩廳，但是在山城國的領地卻並不多。以稻葉氏時期為例，當時淀藩在山城國的領地不過約19,347石，其餘領地分別位於攝津、河內、近江、越後和下總，進入幕末後領地變得更加分散。雖然藩政施行因此而變得非常艱難，但是在文久3年（1863）至慶應3年（1867年）的平均收入達45,702石左右，財政相對地比較穩定。
根據明治初年的《舊高舊領取調帳》，淀藩的領地如下，由於相給的關係，下列的領地並不一定全部區域皆由淀藩管治，也有天領、他藩領、寺社領或旗本領等共同管治的可能性：
| 令制國 | 郡     | 町村數目 | 領地 | 歸屬府藩縣                                                |
| ------ | ------ | -------- | --- | --------------------------------------------------------- |
| 山城國 | 紀伊郡 | 3村      | 納所村 、水垂村、大下津村 | 淀縣                                                      |
| 山城國 | 久世郡 | 1町23村  | 淀町 、廣野村、大久保村 、富野村、枇杷庄村 、佐古村、林村、佐山村、市田村、下津屋村、田井村 、中島村、野村、森村、相島村、東一口村、西一口村、釘貫村、北川顏村、藤和田村、封戶村、坊之池村、島田村、江之口村 | 淀縣                                                      |
| 山城國 | 綴喜郡 | 20村     | 岩田村、野尻村、戶津村、松井村、大住村、河原村、田邊村、田邊新田村、南興戶村、北興戶村、草内村、江津村、出垣內村、山本村、打田村、高船村、天王村、上村                                                     | 淀縣                                                      |
| 山城國 | 相樂郡 | 1村      | 南稻八妻村 | 淀縣                                                      |
| 和泉國 | 和泉郡 | 4村      | 井之口村、和氣村、忠岡村、高月村 | 淀縣                                                      |
| 和泉國 | 南郡   | 3村      | 荒木村、下池田村、小松里村 | 淀縣                                                      |
| 和泉國 | 日根郡 | 1村      | 男里村 | 淀縣                                                      |
| 攝津國 | 島下郡 | 15村     | 山田上村、山田中村、山田小川村、山田下村、別府村、佐井寺村、片山村、下新田村、上新田村、南村、小路村、東村、七尾村、正音寺村、吹田出作                                                                     | 淀縣                                                      |
| 河內國 | 若江郡 | 2村      | 佐堂村、穴太村 | 淀縣                                                      |
| 河內國 | 高安郡 | 10村     | 垣內村、恩知村、服部川村、樂音寺村、神立村、山畑村、水越村、郡川村、千塚村、大竹村 | 除了大竹村劃入河內縣外，其餘均劃入淀縣                    |
| 河內國 | 澀川郡 | 12村     | 正覺寺村、乾村、四條村、大地村、西足代村、矢柄村、伊賀村、岸田堂村、北蛇草村、南蛇草村、柏田村、衣摺村 | 堺縣                                                      |
| 近江國 | 滋賀郡 | 5村      | 赤塚村、上仰木村、上在地村、栗原村、鵜川村 | 除了淺井郡平塚村外的淺井郡9村屬於朝日山縣外，其餘均為淀縣 |
| 近江國 | 栗太郡 | 14村     | 上山依村、小柿村、坊袋村、上鈎村、寺内村、小野村、出庭村、焔魔堂村、二町村、古高村、上笠村、平井村、上寺村、小平井村                                                                                       | 除了淺井郡平塚村外的淺井郡9村屬於朝日山縣外，其餘均為淀縣 |
| 近江國 | 野洲郡 | 13村     | 三宅村、十二里村、播磨田村、今市村、川田村、荒見村、北櫻村、行合村、久野部村、小比江村、安治村、六條村、井之口村                                                                                           | 除了淺井郡平塚村外的淺井郡9村屬於朝日山縣外，其餘均為淀縣 |
| 近江國 | 甲賀郡 | 16村     | 西寺村、柑子袋村、正福寺村、針村、吉永村、伴中山村、前野村、市場村、山中村、上野村、倉治村、田堵野村、高嶺村、寺庄村、龍法師村、牛飼村                                                                     | 除了淺井郡平塚村外的淺井郡9村屬於朝日山縣外，其餘均為淀縣 |
| 近江國 | 蒲生郡 | 6村      | 中小森村、長福寺村、御所內村、鈴村、芝原村、土器村 | 除了淺井郡平塚村外的淺井郡9村屬於朝日山縣外，其餘均為淀縣 |
| 近江國 | 淺井郡 | 10村     | 瓜生村、田川村、山前村、平塚村、河毛村、三川村、大寺村、賀村、曾根村、速水村 | 除了淺井郡平塚村外的淺井郡9村屬於朝日山縣外，其餘均為淀縣 |
| 近江國 | 伊香郡 | 15村     | 井之口村、中之鄉村、川並村、八戶村、文室村、東野村、柏原村、渡岸寺村、布施村、東高田村、西物部村、東物部村、磯野村、西柳野村、西阿閉村                                                                     | 除了淺井郡平塚村外的淺井郡9村屬於朝日山縣外，其餘均為淀縣 |
| 近江國 | 高島郡 | 1村      | 岡村 | 除了淺井郡平塚村外的淺井郡9村屬於朝日山縣外，其餘均為淀縣 |
| 常陸國 | 真壁郡 | 11村     | 東山田村、數須村、堀籠村、橫根村、平方村、上野殿村、井上村、下江連村、筑瀨村、野村 | 淀縣                                                      |
| 上野國 | 勢多郡 | 13村     | 江木村、三原田村、見立村、宮田村、樋越村、西柏倉村、東柏倉村、馬場村、貓村、荒口村、室澤村、前皆戶村、鶴谷村                                                                                               | 淀縣                                                      |
| 下總國 | 印旛郡 | 17村     | 小倉村、和泉村、鹿黑村、大森村、別所村、竹袋村、平岡村、小林村、造谷村、瀧村、物木村、龍腹寺村、荒野村、中根村、笠神村、松蟲村、酒直卜杭新田                                                               | 除了相馬郡布川村一部分劃入淀縣外，其餘均劃入葛飾縣        |
| 下總國 | 埴生郡 | 14村     | 安食村、酒直村、龍角寺村、麻生村、須賀村、北邊田村、矢口村、龍台村、安西新田、北羽鳥村、長沼村、磯部村、水掛村、蘆田村                                                                                     | 除了相馬郡布川村一部分劃入淀縣外，其餘均劃入葛飾縣        |
| 下總國 | 相馬郡 | 4村      | 宮和田村、立崎村、中谷村、布川村 | 除了相馬郡布川村一部分劃入淀縣外，其餘均劃入葛飾縣        |
| 下總國 | 香取郡 | 11村     | 名木村、冬父村、中里村、高倉村、名古屋村、七澤村、小野村、滑川村、西大須賀村、大菅村、原宿村 | 除了原宿村劃入葛飾縣外，其餘均劃入宮谷縣                  |